# Aeromodellismo statico

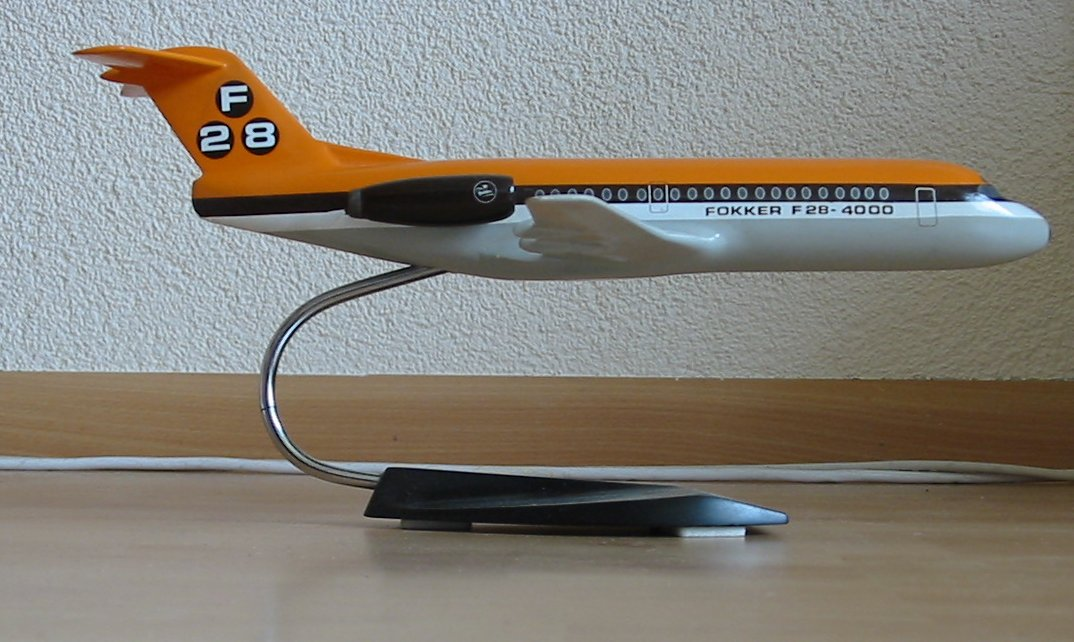
Un modello di un Fokker F28.

L'aeromodellismo statico è la costruzione di modelli di aeromobili per hobby o per lavoro.

Si distingue dall'aeromodellismo dinamico in quanto non prevede alcun meccanismo che faccia muovere o volare il modello.
Esistono in commercio scatole di montaggio contenenti quanto basta per realizzare modelli dei più famosi aerei ed elicotteri in varie scale e materiali e con la possibilità di personalizzare il modello fin nei minimi dettagli.

## Le principali scale
Gran parte delle scale utilizzate per i modelli statici di aerei si possono ricondurre a quelle usate per i disegni tecnici dei soggetti originali, ed in genere si riferiscono alle unità di misura anglosassoni poiché questa produzione è nata e si è evoluta in tale ambito culturale. 
- 1/24: utilizzata per modelli molto realistici e carichi di dettagli (come alcuni modelli prodotti negli anni settanta dalla Airfix), ma dalle dimensioni notevoli e piuttosto ingombranti.
- 1/32: scala adatta a riproduzioni ricche di dettagli e di dimensioni cospicue, ma già compatibili con quelle degli scaffali di un normale mobile domestico. Nata e diffusa soprattutto negli Stati Uniti.
- 1/48: è la scala che offre il miglior compromesso tra grado di dettaglio e dimensioni adatte ad esposizioni e diorami, anche museali. Molto popolare negli Stati Uniti, meno in Europa o Giappone.
- 1/72: è la scala commercialmente più diffusa; quella in cui, negli anni Quaranta del secolo scorso, in Gran Bretagna furono realizzati i primi modelli di aerei prodotti in serie, destinati a fini didattici per i reparti della difesa aerea territoriale. Malgrado le dimensioni piuttosto contenute, questa scala permette di ottenere modelli molto verosimili, senza lesinare sulle finiture e sui dettagli. All'abbondante offerta di kit in plastica si affianca una nutrita produzione di modelli finiti e colorati, in metallo pressofuso e, anche se più raramente, in resina.
- 1/100: scala utilizzata da alcuni produttori per i kit in plastica di aerei di linea o, in altri casi, per i modelli finiti e colorati di aerei militari in metallo pressofuso.
- 1/144: è la scala più utilizzata per realizzare modelli di aerei di grandi dimensioni, come gli aerei di linea o i plurimotori militari (bombardieri, cargo, ecc...), le cui dimensioni al vero determinerebbero un notevole ingombro se realizzati in scale maggiori. Da alcuni anni trova numerosi estimatori, soprattutto in Giappone ed in Europa, anche per soggetti di dimensioni minori.
- 1/200: scala utilizzata analogamente all'1/144, ma meno diffusa.
- 1/350: scala compatibile con vari modelli commerciali di portaerei, viene perciò usata per modelli di aerei ed elicotteri imbarcati.
- 1/400: scala utilizzata per i modelli in metallo o plastica già montati e decorati. La GeminiJets è la produttrice più famosa di modellini di questa scala.
- 1/500: scala utilizzata per i modelli finiti in metallo. Uno dei produttori più noti è la tedesca Herpa.
- 1/700: scala che, analogamente alla 1/350, è compatibile con i modelli commerciali di portaerei, viene perciò usata per i modelli di velivoli imbarcati.

## Materiali e colori
Il materiale più usato è il polistirene.
I colori e le vernici utilizzati sono molto vari, dagli smalti sintetici ai colori acrilici, opachi, semiopachi o lucidi. I metodi di colorazione possono essere: a pennello, ad aerografo o mediante bomboletta spray.

## Decals
L'uso della decalcomania è fondamentale per la riuscita finale del modello. Nel gergo dei modellisti italiani, essa viene comunemente apostrofata con il termine inglese contratto "decals", quasi sempre declinato al plurale anche quando usato al singolare.
Solitamente, ogni produttore allega al kit di montaggio una serie di "decals" utilizzabili per decorare il modello in una o più versioni offerte, ma sono in commercio anche fogli di decalcomanie che permettono di completare i modelli di soggetti diversi da quelli previsti nei kit.
Grazie alle decals, è possibile rifinire il modello con insegne di nazionalità e di reparto, o di vettore, matricole, lettere e numeri individuali, oltre a scritte e simboli di servizio, che caratterizzano il soggetto ed aumentano la verosimiglianza del modello, ottenendo tutti quegli elementi grafici che sarebbe molto difficile, quando non impossibile, riprodurre a mano, con pennello o aerografo, in scala ridotta.

## Finiture speciali
Per aumentare l'effetto di realismo, i modellisti possono lavorare in due diverse direzioni, spesso presenti contemporaneamente nel modello finito:
- completare la colorazione del modello attraverso tre principali interventi di carattere squisitamente pittorico:
  1. Mettendo in risalto la suddivisione del rivestimento superficiale e dei dettagli, attraverso l'evidenziazione con colori scuri delle linee che separano le pannellature, e le loro rivettature, quando e se presenti (tecnica chiamata washing - lavaggio, in quanto si usa normalmente un colore scuro estremamente diluito, che viene poi "lavato", lasciando il colore nelle parti incise, evidenziandole), o al contrario evidenziando le parti in rilievo "sporcandole" con un pennello appena intinto in un colore chiaro (tecnica detta drybrushing - o pennellatura a secco).
  2. Ricreando macchie e difetti di colorazione dovuti all'uso operativo dell'aereo, sporcando ad esempio le zone vicine ai tubi di scarico ed alle volate delle armi da fuoco, o infangando le aree retrostanti alle ruote dei carrelli se il velivolo operava da superfici aeroportuali non pavimentate, o ancora evidenziando le colature di lubrificante o di liquido dell'impianto idraulico, specialmente nelle aree dei motori e delle superfici mobili.
  3. Riproducendo l'effetto del tempo e delle intemperie (processo chiamato weathering in inglese), attraverso lo sbiadimento selettivo dei colori nelle zone più esposte all'irraggiamento solare, o le scrostature dovute al deterioramento delle vernici, per attrito o per continui interventi di manutenzione.
- apportare modifiche ed aggiunte al modello venduto nel kit originale, in modo da:
  1. personalizzarlo (o riprodurre particolari versioni, magari rare), aggiungendo dettagli quali danni riportati in combattimento, pannelli d'ispezione aperti per mostrare l'interno del modello, accessori esterni (come una scala d'accesso all'abitacolo, o un carrello di rifornimento) o la base su cui appoggiarlo (ambientandola magari in un aeroporto o sul ponte di una portaerei).
  2. sostituendo parti originali con altre equivalenti, ma di molto maggior dettaglio (spesso in una lega di metallo bianco, vendute separatamente). Questa tecnica, che prevede anche l'aggiunta di particolari e parti (spesso molto piccoli) non presenti per semplicità nel kit originale, prende il nome di superdettaglio.

## Alcuni produttori di modelli in scala
- Academy
- Accurate Miniatures
- AeroClassics
- Airfix
- AMT/Ertl
- Arii
- Azur
- Broplan
- CMK
- CMR
- Classic Airframes
- Corgi
- Dickie Schucko
- Dinky Toys
- Dragon Models Limited
- Doyusha
- ESCI
- Eduard
- Fujimi
- GeminiJets
- Hasegawa
- Heller
- Herpa
- Hobby Boss
- Hobby Master
- ICM
- Italeri
- Karaya
- Kinetic Model Kits
- Maisto
- Monogram
- New Ray
- Pacific Coast
- PJ Production
- Piazzai Models
- Polistil
- Revell
- Roden
- RS Model
- Smer
- Special Hobby
- Supermodel
- Sweet
- Sword
- Tamiya
- Testors
- Tristar
- Trumpeter
- Wingnut Wings
- Zoukei-Mura
- Zvezda